# Labanasem
Labanasem is een bestuurslaag in het regentschap Banyuwangi van de provincie Oost-Java, Indonesië. Labanasem telt 3025 inwoners (volkstelling 2010).